# Abu Musab al Suri
Abu Musab al-Suri, ursprungligen Mustafa bin Abd al-Qadir Setmariam Nasar (arabiska: مصطفى بن عبد القادر ست مريم نصار), född 26 oktober 1958 i Aleppo, är en misstänkt Al-Qaida-medlem och författare som är mest känd för skriften Globalt islamiskt motståndsuppror (Da'wat al-muqawamah al-islamiyyah al-'alamiyyah). Han har sedan slutet av 1980-talet spanskt medborgarskap efter att han gift sig med en spansk kvinna. Nasar är efterlyst i Spanien för bombningen av El Descanso 1985 som dödade arton personer på en restaurang i Madrid samt som vittne i samband med Madrid-tågbombningarna 2004. Han betraktas av många som "det mest vältaliga språkröret för den moderna jihaden och dess mest sofistikerade strateg".
Nasar greps av pakistanska säkerhetsstyrkor 2005 och lämnades ut till Syrien där han var efterlyst. Enligt uppgift satt han fortfarande fängslad i Syrien i april 2014.

## Ideologi
Nasars främsta verk är den 1600 sidor långa Globalt islamsk motståndsuppror (Da'wat al-muqawamah al-islamiyyah al-'alamiyyah) som publicerades på nätet 2004 eller 2005.I en New Yorker-artikel 2006 summerar Lawrence Wright Nasars huvudtes i boken med:
| ” | [Nasar] förespråkar att nästa steg i jihad är att individer eller små autonoma grupper som kommer trötta ut fienden med ständiga attacker. Efter detta kommer större krigsinsatser att föras på "öppna frontlinjer" .. "utan konfrontation på fältet och annektering kan vi inte bygga en stat, vilket är vårt strategiska mål". | „ |

Terrorforskaren Brynjar Lia beskriver Nasar som en briljant och livsfarlig ideolog inom jihadismen, som kombinerar intellektualitet, realism och strategiskt tänkande och bortser ifrån religiöst pedanteri och utopism.